# اوبری دانیلز
دکتر اوبری دانیلز (زاده ۱۷ می ۱۹۳۵ لیک سیتی، کارولینای جنوبی) یک روان‌شناس بالینی است؛ ولی او را به عنوان «پدر مدیریت عملکرد» می‌شناسند، او از اولین کسانی بود که علم رفتارشناسی را به تجارت گسترش داد. بیش از سی سال پیش دانیلز رسالت خود را که کمک به مردم و سازمان‌ها در استفاده از قوانین رفتار انسانی برای بهینه‌سازی عملکرد بود دنبال کرد. او یک شرکت مشاوره به نام خودش تأسیس کرد.